# Le Recoux
Le Recoux är en kommun i departementet Lozère i regionen Occitanien i södra Frankrike. Kommunen ligger i kantonen Le Massegros som tillhör arrondissementet Florac. År 2018 hade Le Recoux 134 invånare.

## Befolkningsutveckling
Antalet invånare i kommunen Le Recoux
| Referens: INSEE |